# 芙蓉菊属
芙蓉菊属（学名：Crossostephium）是菊科下的一个属，为亚灌木植物。该属共有4种，分布于中亚、东亚、菲律宾及美国加利福尼亚州。

## 物種
- Crossostephium artemisioides Less.
- 芙蓉菊 Crossostephium chinense (A.Gray ex L.) Makino
- Crossostephium foliosa (Nutt.) Rydb.